# Li Baiyao
Li Baiyao (em chinês: 李百药) (564–647), nome de cortesia Zhonggui (重規), formalmente Visconde Kang de Anping (安平康子), foi um historiador chinês e oficial durante a dinastia chinesa Sui e as dinastias Tang. Ele foi homenageado por suas habilidades literárias, e ficou conhecido por completar a história oficial da Dinastia Chi do Norte, na obra Livro do Qi do Norte, que o seu pai Li Delin havia iniciado.